# Сагын, Айнура
Айнура Сагын (Пустой шаблон {{ВД-Преамбула}} ) — кыргызстанский компьютерный инженер, экофеминистка и предпринимательница. Включена в список 100 вдохновляющих женщин по версии Би-би-си в 2022 году.

## Жизнь
Сагын родилась в Таласе в 1989 году. Она поступила на факультет пищевых технологий в университет «Манас» и выучила турецкий язык, но к концу первого года обучения поняла, что хочет изучать программирование, после чего прошла обучение в Москве в Британской высшей школе дизайна.
Осенью 2022 года она вошла в список 100 женщин Би-би-си. Ранее в 2022 году Сагын была выбрана структурой «ООН-женщины», которая составила описания для неё и ещё четырёх женщин, отметив их лидерские качества в деле смягчения последствий изменения климата. Она основала компанию под названием Tazar, что означает «становимся зеленее». Продуктом стало мобильное приложение, объединяющее людей, имеющих отходы, с людьми, которые могут их переработать. У неё есть деловой партнёр Аймеэрим Турсалиева. Другое приложение называется Tazar Bazaar, оно позволяет пользовательницам продавать свои продукты.
В апреле 2024 года она была одним из членов команды под названием Kadam, которая организовала создание четырёх произведений уличного искусства из крышек от бутылок. Предметом искусства стали неизвестные герои. Один из них — уличный торговец, другой — пресс-секретарь, третий — киномеханик, а последний — архитектор-трансформатор Улан Жапаров. Сагын работала с журналисткой Рахат Асангуловой и художником Дмитрием Петровским.